# Seznam črnogorskih vaterpolistov
Seznam črnogorskih vaterpolistov.

## B
- Draško Brguljan

## Č
- Uroš Čučković

## Ć
- Trifun Miro Ćirković

## D
- Dejan Dabović
- Dragan Drašković

## Đ
- Bogdan Đurđić

## G
- Igor Gočanin
- Vladimir Gojković
- Zoran Gopčević

## I
- Aleksandar Ivović

## J
- Mlađan Janović
- Nikola Janović

## K
- Slaven Kandić
- Milorad Krivokapić

## L
- Dejan Lazović

## M
- Nikola Murišić
- Zoran Mustur

## P
- Đorđe Perišić
- Ranko Perović
- Marko Petković
- Andrija Popović
- Petar Porobić

## R
- Đuro Radović

## S
- Vladan Spaić
- Božidar Stanišić

## Š
- Denis Šefik

## T
- Milan Tičić

## U
- Aleksa Ukropina
- Veljko Uskoković

## V
- Željko Vičević
- Nenad Vukanić

## Z
- Boris Zloković
- Stanko Zloković